# Reinhold Heller (SS-Mitglied)
Reinhold Heller (* 15. Juli 1885 in Freienwalde, Pommern; † 7. Mai 1945 in Berlin-Nikolassee [?]) war ein deutscher Kriminalrat, Mitarbeiter der Politischen Polizei, Gestapo und des Reichssicherheitshauptamtes, seit 1939 als SS-Obersturmbannführer, mit dem Schwerpunkt Bekämpfung weltanschaulicher Gegner.

## Leben und Wirken

### Jugend, Ausbildung und Erster Weltkrieg
Heller war Sohn des Gasthofbesitzers Albert Heller († 1936) und seiner Ehefrau Maria († 1928). 1895 verzog die Familie nach Stargard, wo er das Königliche und Gruningsche Gymnasium besuchte und 1905 das Abitur ablegte. Anschließend studierte Heller Rechtswissenschaft an den Universitäten Berlin, Jena und Kiel. Seit 1905 gehörte er der Berliner Burschenschaft Germania an. 1910 unterzog er sich erfolglos dem ersten juristischen Staatsexamen. Anschließend gehörte er für ein Jahr einem Freiwilligen-Regiment in Kiel an.
1912 meldete Heller sich als Polizeioffizier zur damaligen königlichen Schutzmannschaft. Zu Beginn des Ersten Weltkrieges trat er als Offizieranwärter in ein Infanterieregiment ein. Bereits im August 1914 wurde er bei Kampfhandlungen verwundet, konnte nach seiner Genesung aber an die Front zurückkehren. Im Juli 1915 folgte seine Beförderung zum Offizier. Heller wurde während des Krieges noch zweimal verwundet. 1916 wurde er zum Kompanieführer befördert, bevor er im Juli 1918 als kriegsuntauglich entlassen wurde.

### Karriere in der Weimarer Republik
Im Januar 1919 meldete Heller sich zur Marine-Brigade Ehrhardt. Da er infolge seiner Kriegsverwundungen für den aktiven Polizeidienst untauglich geworden war, betrieb Heller wenig später seine Versetzung zur Kriminalpolizei, in die er schließlich nach zweimaliger Ablehnung beim dritten Anlauf aufgenommen wurde: Nach dem Bestehen der Fachprüfung im September 1919 wurde er als Kriminalkommissar in die Berliner Kriminalpolizei übernommen. Dort war Heller bis zum Ende der Weimarer Republik 1933 in der Abteilung I A des Berliner Polizeipräsidiums tätig, die als Politische Polizei der Republik radikale politische Elemente zu überwachen und zu bekämpfen hatte. Von 1919 bis 1920 war er indessen zur Sicherheitspolizei abkommandiert. Bei der Politischen Polizei galt Heller als vorzüglicher Kenner der linksgerichteten Kräfte im politischen Leben der Republik, wie der Kommunisten, der Sozialdemokratie und der Schwarzen Front. Am 1. November 1931 folgte Hellers Beförderung zum Kriminalpolizeirat und Leiter der Inspektion KPD im Außendienst der Abteilung I.
Reinhold Heller war 1932 beauftragt, die Ermordung des Hitlerjungen Herbert Norkus zu untersuchen.

### NS-Zeit
Als unmittelbar nach dem Regierungsantritt der Nationalsozialisten im Frühjahr 1933 die Geheime Staatspolizei (Gestapo) gegründet wurde, wurde Heller als einer der ersten Beamten von dem Gestapoleiter Rudolf Diels, der mit Heller bereits aus gemeinsamer Arbeit in der Abteilung IA bekannt war, in diese Dienststelle berufen.
Als Experte für Marxisten aller Couleur befasste sich Heller in den ersten Monaten des NS-Regimes mit der Ausschaltung der linksgerichteten Regimegegner und der Zerschlagung ihrer organisierten Strukturen. So leitete er im Februar 1933 die Besetzung des Karl-Liebknecht-Hauses, das bald darauf zum ersten Hauptquartier der Gestapo wurde. Nach dem Reichstagsbrand vom Februar 1933 war Heller außerdem maßgeblich mit der kriminalistischen Untersuchung des Brandes und der Verfolgung der vom NS-Regime ins Kalkül gezogenen „Brandstifter“ befasst, wobei die Staatsführung den Brand in der Öffentlichkeit als Anschlag der Kommunisten deutete, mit dem angeblichen Ziel eines kommunistischen Massenaufstands. Als „Kommunismusexperte“ hatte Heller die Aufgabe, dazu die Beweise herbeizuschaffen. Zu diesem Zweck wurde er der von Hermann Göring eingesetzten vierköpfigen Sonderkommission zugeteilt. Zu dieser Untersuchungskommission gehörten außer ihm noch Rudolf Braschwitz als Leiter sowie Helmut Heisig und Walter Zirpins an.
Bald nach diesen Ereignissen trat Heller zum 1. Mai 1933 der NSDAP bei (Mitgliedsnummer 2.826.302).
Im Geheimen Staatspolizeiamt – in das er offiziell zum 1. September 1933 aufgenommen wurde – übernahm Heller zunächst die Leitung des Referates II A („Kommunismus und andere marxistische Gruppen“ bzw. „Kommunismus, Anarchismus, Syndikalismus und KP“). Nach der Übernahme der Gestapo durch Heinrich Himmler und Reinhard Heydrich wurde Heller, der den neuen Herren der Gestapo als „zu alt und zu weich“ galt, durch Heinrich Müller ersetzt und stattdessen zum stellvertretenden Chef der Dienststelle II 1 A („Kommunistische und marxistische Bewegung, Nationalbolschewismus, Anarchismus, SPD“) ernannt. Zum 1. April 1935 wurde er auf Empfehlung Heydrichs zum Regierungsrat befördert und zum Leiter des Geschäftsbereichs „Kommunismus, außer Marxismus und Nebenorganisationen, Zersetzung“ ernannt, wobei er auch die Gegnerbekämpfung und Informationsbeschaffung im Ausland zu koordinieren hatte. Einer seiner Kontaktpersonen in diesem Zusammenhang war der bei der Staatspolizeileitstelle Lübeck eingesetzte „Skandinavienbearbeiter“ SS-Untersturmführer Wilhelm Laqua (1909–1969). In den nachfolgenden Jahren avancierte Heller im Verwaltungsdienst zum Oberregierungsrat und schließlich zum Kriminalrat, ohne je eine verwaltungstechnische oder kriminalistische Ausbildung, die gewöhnlich einer solchen Ernennung zugrunde lag, besucht zu haben.
In dem im September 1939 gegründeten Reichssicherheitshauptamt übernahm Heller im Rang eines Oberregierungsrats das Referat II A 4. Ebenfalls 1938 trat er in die SS (Mitgliedsnummer 280.297) ein: Seine Aufnahme erfolgte zum 22. April 1938 im Zuge der damals vollzogenen Verschmelzung von SS und Polizei. In der SS erhielt er noch im selben Jahr den Rang eines Hauptsturmführers und 1939, entsprechend seinem Polizeidienstgrad, den eines Obersturmbannführers.
1939 wurde Heller als Leiter der dortigen Staatspolizeileitstelle nach Potsdam versetzt. Während des Zweiten Weltkriegs leitete Heller außer dieser Stelle auch das Zuchthaus Bautzen. In der letzteren Eigenschaft nahm er wiederholt an Besprechungen teil, bei denen über das Schicksal des Kommunisten-Führers Ernst Thälmann beraten wurde.
Die Umstände von Hellers Tod sind nicht abschließend geklärt: In der Literatur findet sich mehrfach die Behauptung, er habe sich beim Einmarsch der Roten Armee in Berlin erschossen. Seiner Sterbeurkunde zufolge starb er am 7. Mai 1945 um 11.30 Uhr in seiner Wohnung. In den Memoiren von Beate Niemann, der Tochter eines Mitarbeiters von Heller bei der Stapoleitstelle in Potsdam, die noch bis in die 1980er Jahre Kontakte zu Hellers Witwe hatte, steht dagegen, dass Heller sich bei Kriegsende unter einer S-Bahnbrücke in Berlin-Nikolassee erschossen haben soll. In einigen Publikationen zum Reichstagsbrand wurde außerdem die Möglichkeit in Betracht gezogen, dass die Behauptung von Hellers Selbsttötung nur vorgeschoben worden sei, um eine kurz vor Kriegsende durchgeführte Beseitigung Hellers als unliebsamen Mitwisser einer möglichen nationalsozialistischen Brandstiftung zu vertuschen.

## Beförderungen
- 20. April 1938: SS-Oberscharführer
- 1. November 1938: SS-Hauptsturmführer
- 9. November 1938: SS-Sturmbannführer
- 10. September 1939: SS-Obersturmbannführer

## Archivarische Überlieferung
Im Bundesarchiv Berlin hat sich eine SS-Führer-Personalakte zu Heller erhalten. Außerdem finden sich dort Unterlagen der Präsidialkanzlei zu Hellers Beförderungen zum Regierungs- und Kriminalrat im Jahr 1935 sowie zum Oberregierungs- und Kriminalrat im Jahr 1939 (Bundesarchiv Berlin R 601/1815). Beförderungsunterlagen zu Heller befinden sich zudem im Geheimen Staatsarchiv Berlin im Bestand Rep. 90, Annex P.